# Иоанн Канан

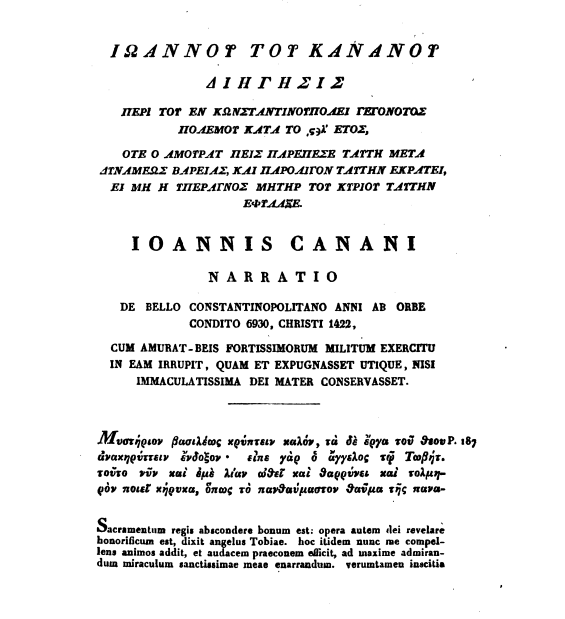
Сочинение Иоанна Канана «Διήγησις περὶ τοῦ ἐν Κωνσταντινουπόλει γεγονότος πολέμου κατὰ τὸ ͵ϛϡλ′ ἔτος, ὅτε ὁ Ἀμουρὰτ Πεὶς παρέπεσε ταύτῃ μετὰ δυνάμεως βαρείας καὶ παρολίγον ταύτηνἐκράτει, εἰ μὴ ἡ ὑπέραγνος Μήτηρ τοῦ Κυρίου ταύτην ἐφύλαξε, συγγραφεῖσα παρὰ κυρίου Ἰωάννου τοῦ Κανανοῦ» в книге Corpus Scriptorum Historiae Byzantinae 39 (Бонн, 1828)

Иоа́нн Кана́н (греч. ᾿Ιωάννης ὁ Κάνανος; вторая половина XIV века — первая половина XV века) — византийский греческий историк.
Годы, места рождения и смерти Иоанна Канана неизвестны. Сам Иоанн известен как автор сочинения «Рассказ о константинопольской войне 6930 года, когда Амурат-бей напал на город с сильным войском и чуть было не овладел им, если бы Пречистая Матерь Божия его не сохранила, написанный господином Иоанном Кананом» (греч. «Διήγησις περὶ τοῦ ἐν Κωνσταντινουπόλει γεγονότος πολέμου κατὰ τὸ ͵ϛϡλ′ ἔτος, ὅτε ὁ Ἀμουρὰτ Πεὶς παρέπεσε ταύτῃ μετὰ δυνάμεως βαρείας καὶ παρολίγον ταύτηνἐκράτει, εἰ μὴ ἡ ὑπέραγνος Μήτηρ τοῦ Κυρίου ταύτην ἐφύλαξε, συγγραφεῖσα παρὰ κυρίου Ἰωάννου τοῦ Κανανοῦ»). Описываемое событие 6930 года от сотворения мира происходило в 1422 году, когда войско турецкого султана Мурада II, во главе которого был полководец Амурат-бей, осаждало Константинополь. В своём сочинении Иоанн описывает ход военных действий, рассказывает об участии столичных священников и монахов в обороне города. Канан считает, что сохранение города и победа греков над турками были достигнуты благодаря заступлению Богородицы. Сочинение Канана  содержит очень скудные сведения о жизни двора императора и о жизни горожан. Текущие внутренние события Иоанн описывает немногословно, сообщая о том, что больной (парализованный) император Мануил II Палеолог во время войны передал власть своему сыну Иоанну VIII Палеологу. Стиль сочинение Канана — прост, по своей литературной форме сочинение похоже на сочинение Иоанна Анагноста «История захвата Фессалоники».
Иоанна Канана отдельные исследователи отождествляют с византийским путешественником XV века по Северной Европе и в Исландию Ласкарем Кананом. Впервые это предположение сделал в 1876 году греческий учёный историк Спиридон Ламврос, но данная гипотеза ничем не подтверждается.